# 色質溶解
色質溶解（原文：Chromatolysis），指的是一種神經元細胞的病變過程。

## 說明
在神經元的細胞質裡面具有一些尼氏小體（Nissel bodies，一種組織切片上較深色的塊狀物），這些尼氏小體其實是粗糙內質網（rough ER），即細胞內負責合成蛋白質的地方。 
當神經元受到傷害，細胞骨架會試圖重新排列，此時，就能藉由光學顯微鏡觀察到尼氏小體暫時性消失，而細胞質顏色變得比較白。等到細胞回復正常狀態之後，尼氏小體便會再度出現。
某些類型的神經元細胞（例如：小腦的Purkinje細胞）的色質溶解無法在光學顯微鏡下看到，但仍可改用電子顯微鏡或者免疫組織染色等方法來觀察。

## 分類
色質溶解主要分為兩種類型：
1. 完全色質溶解（Complete chromatolysis）：尼氏小體完全的消失，通常在神經元缺氧的狀況下會發生
2. 中央色質溶解（Central chromatolysis）：色質溶解只發生在細胞本體的中央部分，在邊緣處仍然可以看到尼氏小體。發生原因通常是因為軸突斷裂、退化，而逆回來影響細胞本體，因此又稱為逆行色質溶解（Retrograde chromatolysis）。

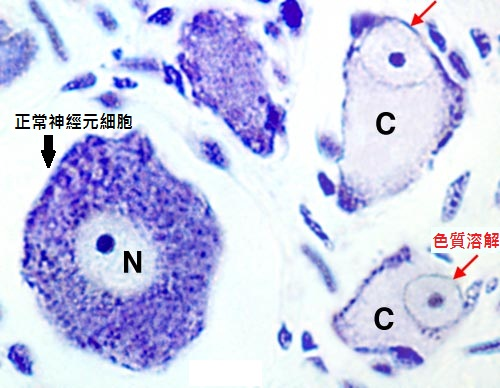
左:正常的神經元細胞具有尼氏小體(深藍色顆粒)；右:色質溶解的細胞看不到尼氏小體